# Paella
Paella (uitspraak: pa'eʎa) is een oorspronkelijk Valenciaans en typisch Spaans gerecht, dat oorspronkelijk uit de lagune van Albufera afkomstig is. Het bevat, afhankelijk van de regio, als hoofdingrediënten: rijst, zeevruchten als vis en schaaldieren, stukjes kip, konijn, tomatenbasis (tomate frito), garrofónes (speciaal soort witte bonen uit Valencia), snijbonen en saffraan. Belangrijk onderdeel van de bereiding is dat de rijst gekookt wordt in de bouillon van de vis- en schaaldieren of kip en konijn, het liefst buiten op een houtskool verhitte paella-pan (paellera).
Ook in Zuid-Frankrijk wordt dit gerecht vaak gegeten. Paella kan op verschillende manieren worden klaargemaakt. Een populaire manier van bereiding is veelal met erwten en paprika's, alhoewel puristen erwten in de paella afkeuren. In Spanje is de bereiding van paella van oudsher een sociale zondagmiddag-gebeurtenis, veelal klaargemaakt door de mannelijke leden van de familie. Tijdens de Las Fallas-feesten in Valencia worden overal op straat paella's klaargemaakt.

## Ontstaansgeschiedenis
De binnenlanden van de regio Valencia is de bakermat van de paella en andere rijstgerechten (arroces). Daar wordt sinds de introductie door de Moren in de 8e eeuw de typische paella-rijst verbouwd (korte dikke korrel met groot absorberend vermogen). Zo ontstond de Paella Valenciana, met als ingrediënten de lokaal aanwezige producten: in het binnenland konijn, kip, garrofón, eventueel slakken en in een later stadium aan de kust vis en schaaldieren (Paella de Marisco, Paella Marinera of in iets gewijzigde vorm Arroz a banda). Gemengde paella's met vlees en vis zijn Paella Mixta's. Bij vegetarische paella's wordt het vlees of de vis meestal vervangen door artisjokken. Van een oorspronkelijk eenvoudig boerengerecht is de paella veranderd in een feestmaaltijd.
Essentieel bij alle paella's is de rijst, de bouillon en de basis van tomate frito saus. Bij een goed gemaakte paella valenciana is de rijst nét niet plakkerig, maar ook niet te droog, en heeft hij alle vocht geabsorbeerd. Een paella de marisco is doorgaans vochtiger dan een paella valenciana, maar heeft ook minder soccarat; een knapperige en smaakvolle korst die met een lepel van de bodem van de pan wordt geschraapt, favoriet bij alle paella-eters, ook bekend onder de naam quemada. De paella wordt geserveerd met citroen.

## Naamgeving

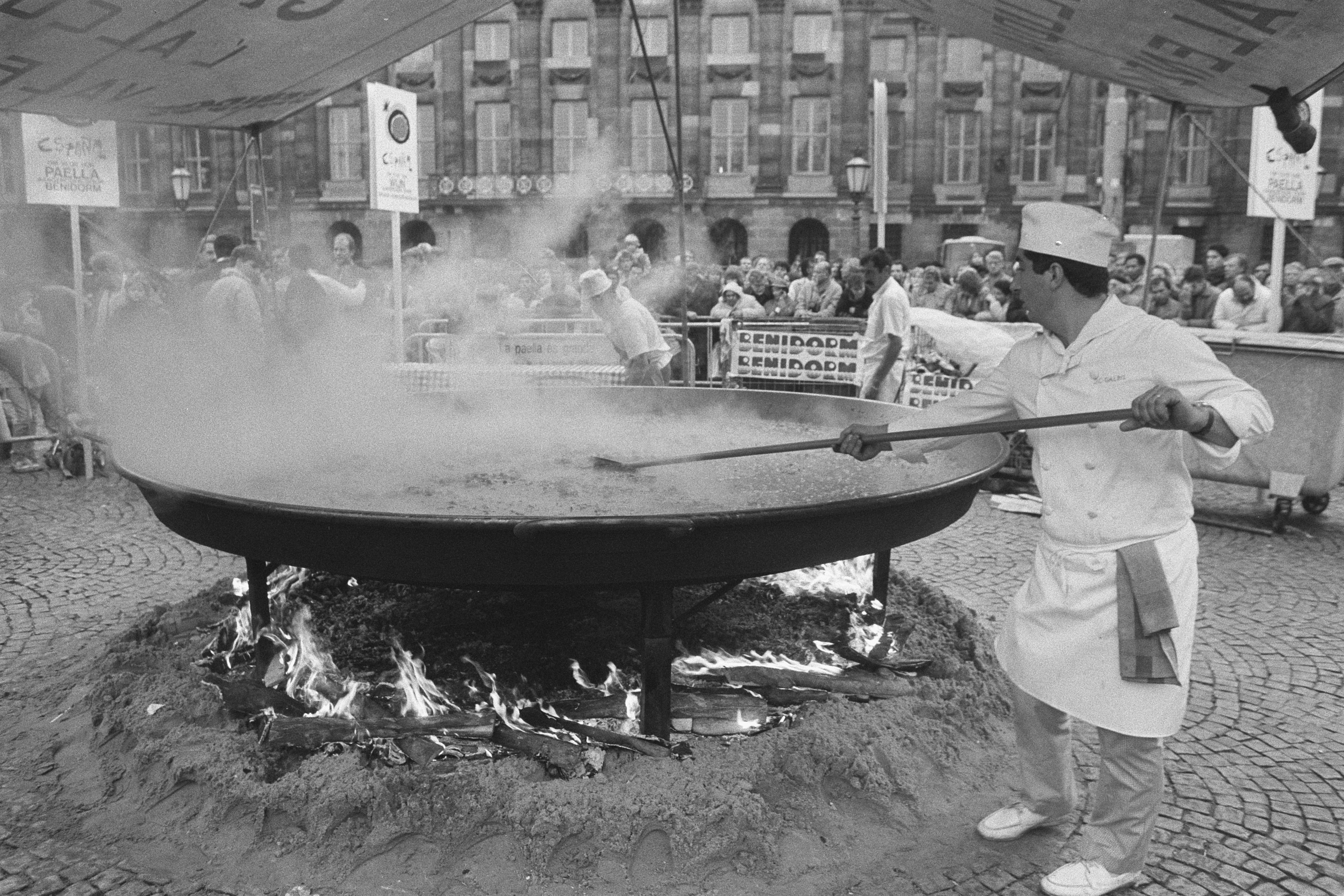
Op de Dam in Amsterdam werd in 1986 een reusachtige paella bereid ter gelegenheid van een Spanje-manifestatie

Het gerecht paella  dankt zijn naam aan de pan waarin het bereid wordt. Het woord paella vindt zijn oorsprong in de Latijnse benaming voor pan, namelijk patella. Taalkundigen zien vanuit dit woord het ontstaan van het Catalaanse/Valenciaanse woord paella (patella) voor pan. Door de jaren heen werd het woord paella in de rest van Spanje synoniem voor arroz valenciano (of arroz a la valenciana) zoals het gerecht voorheen bekendstond, en is het een afgeleide van 'arroz en paella'/ 'arroz a la paella'.
In Valencia worden in tegenstelling tot de rest van Spanje de woorden "paella" en "paellera" beide gebruikt voor het aanduiden van deze pan.
Naast bovengenoemde oorsprong van het woord paella zijn er geromantiseerde en folkloristische vertellingen over de naamgeving. Zo zou de naam paella mogelijk afgeleid zijn van het gebruik dat de mannen eens per jaar voor de vrouwen van het dorp kookten. Aangezien ze de restjes van de dagen ervoor gebruikten, werd het een bonte maaltijd. De platte manier om "voor haar" (para ella) te zeggen, is pa' ella. Dit is later een woord geworden, paella.
Een variant op het "voor haar" (para ella)-verhaal is dat de koningin van Spanje een Valenciaans dorp zou aandoen en dat de dorpsbewoners hierop een speciale maaltijd para ella wilden bereiden.
Een ander oud verhaal vertelt over hoe de hofhoudingen van Moorse koningen rijstschotels bereidden met de kliekjes van de koninklijke banketten. In het algemeen wordt aangenomen dat paella reeds aan de koningshuizen van Frankrijk en Spanje werd geserveerd. De Romeinen zouden zelfs een vroege vorm van paella kunnen hebben gehad.

## Trivia
In het Suske en Wiske-album De geplaagde Plantijn redden Suske en Wiske het leven van Lambik en Plantijn door de door hem gedrukte ketterse pamfletten om te ruilen voor een recept voor Paëlla, zodat er geen bewijs meer was om hen te beschuldigen

## Paella Valenciana

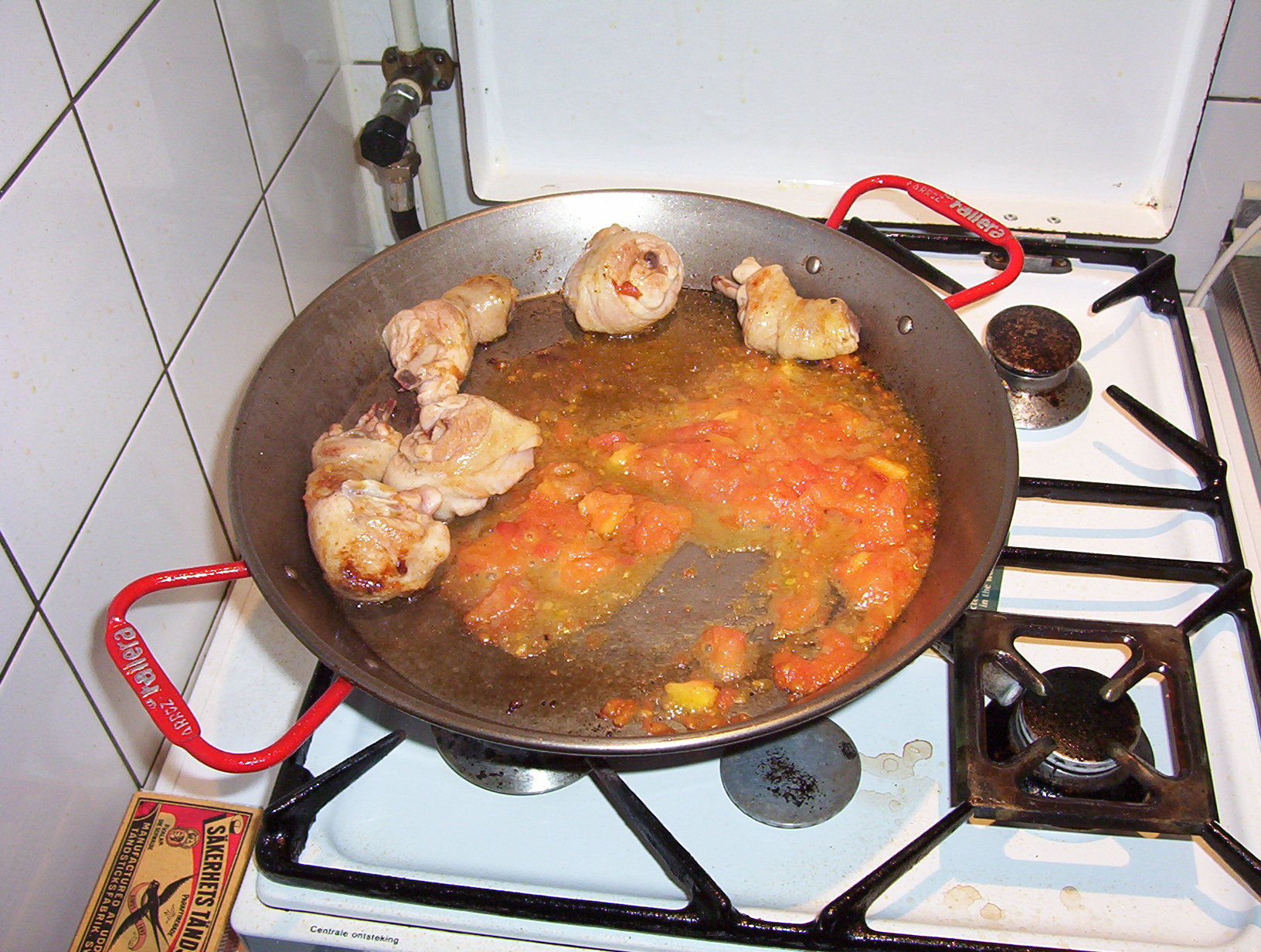
Tomaat, kip en konijn
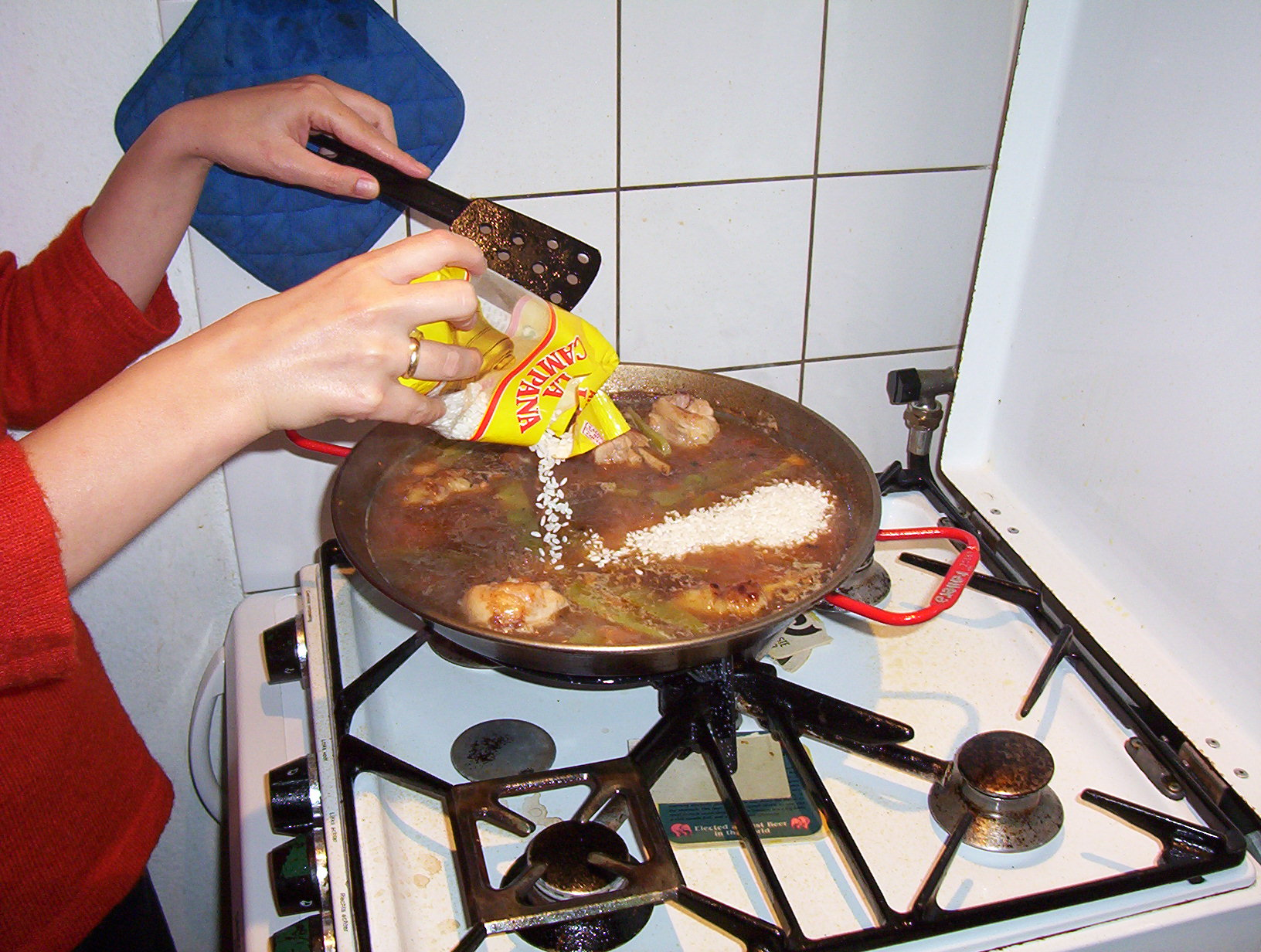
Snijbonen, bouillon en rijst
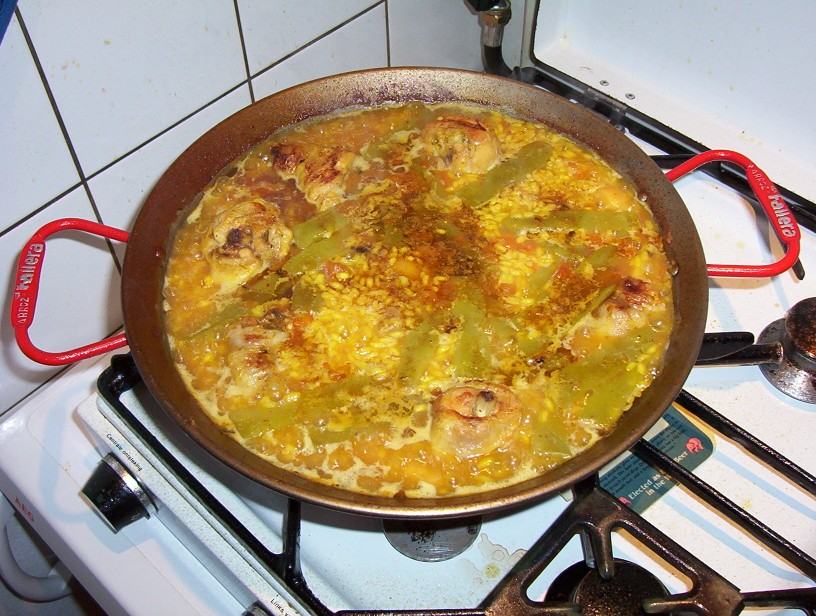
Saffraan en witte bonen
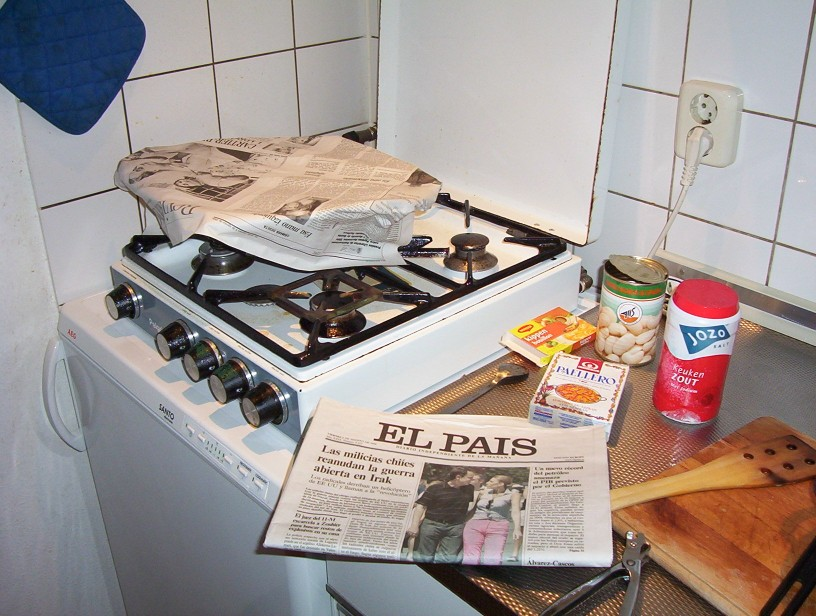
Nog even onder een krant
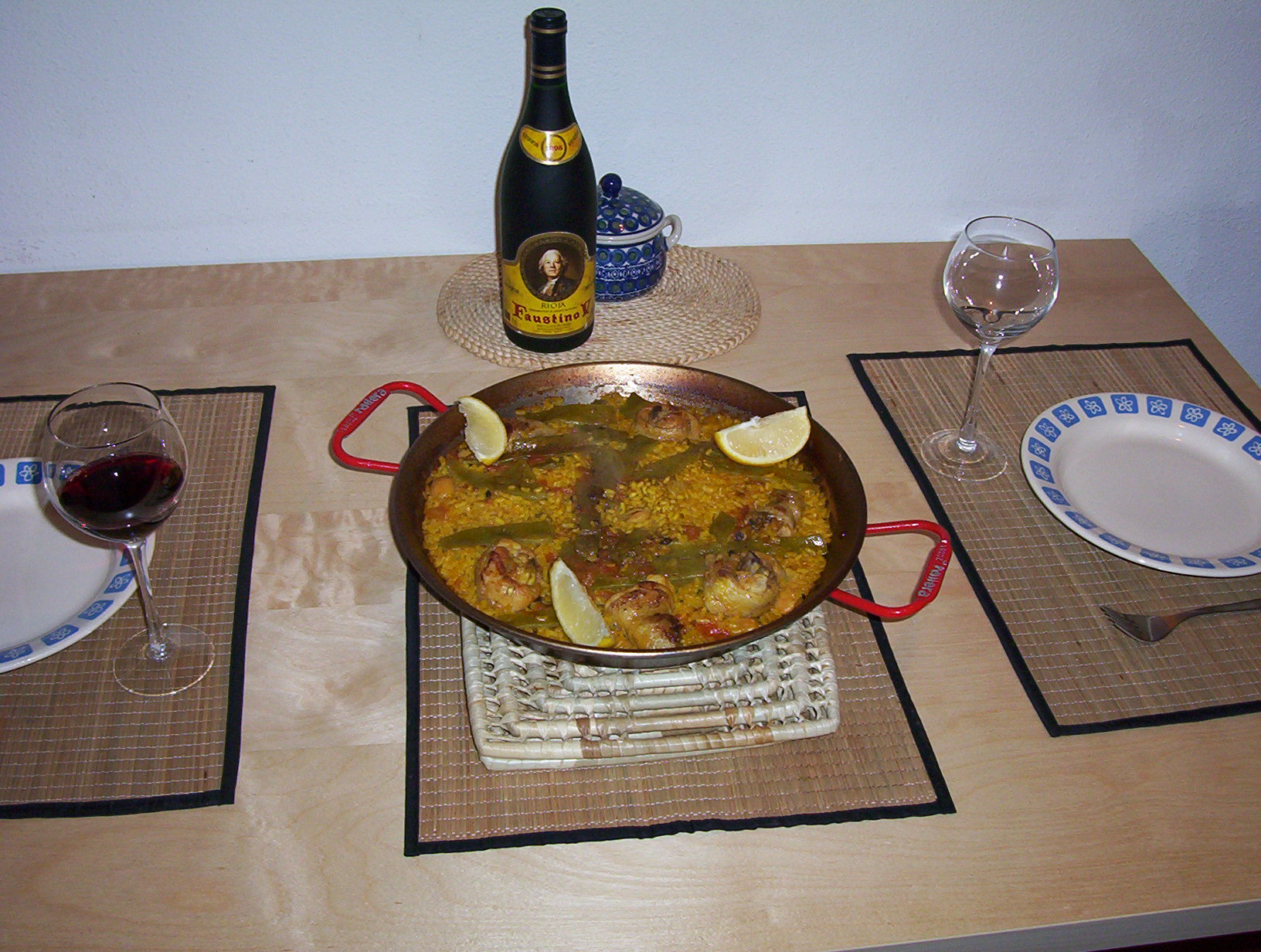
Serveren met citroen